# Cavaquinho
De cavaquinho (of cavaco) is een snaarinstrument met 4 snaren met de grootte van een ukelele die doorgaans een stemming heeft van een banjo met 4 snaren (D G B D).
De cavaquinho wordt als slag- en solo-instrument gebruikt binnen Braziliaanse muziekgenres zoals samba-pagode, samba-enredo en choro. De cavaquinho wordt ook veel gebruikt in Kaapverdische genres als morna en coladeira. Het instrument vindt zijn oorsprong in Portugal.

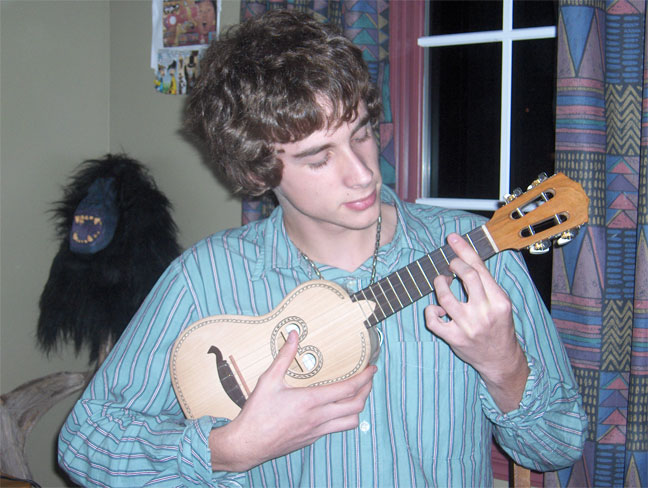
Cavaquinho-bespeler